# Юрченко Микола Тимофійович
Микола Тимофійович Юрченко (19 грудня 1924, село Гиряві Ісківці, тепер Лохвицького району Полтавської області — 18 травня 2010, село Гиряві Ісківці Лохвицького району Полтавської області) — український радянський діяч, голова колгоспу «Перемога комунізму» Лохвицького району Полтавської області, Герой Соціалістичної Праці (31.12.1965). Депутат Верховної Ради УРСР 9—11-го скликань.

## Біографія
Народився в селянській родині. У 1938 році закінчив семирічну школу.
У 1938—1941 роках працював колгоспником на рядових роботах у колгоспі «Перемога комунізму» села Гиряві Ісківці Лохвицького району. З вересня 1941 по вересень 1943 року — робітник у громадському дворі в рідному селі.
У вересні 1943 — 1944 року — служив у Червоній армії, учасник Другої світової війни. Брав участь у бойових діях у складі 213-го стрілецького полку 56-ї Пушкінської стрілецької дивізії Ленінградського фронту. Був тяжко поранений і шість місяців перебував у госпіталі на лікуванні, після чого у 1944 році демобілізований.
У грудні 1944 — 1945 року — навчання на Гадяцьких однорічних курсах агротехніків Полтавської області.
У 1945—1948 роках — агроном, у грудні 1948 — серпні 1952 року — бригадир рільничої бригади колгоспу «Перемога комунізму» села Гиряві Ісківці Лохвицького району.
Член ВКП(б) з 1950 року.
У 1952—1991 роках — голова колгоспу «Перемога комунізму» села Гиряві Ісківці Лохвицького району Полтавської області.
У 1962 році здобув середню освіту, закінчив Червонозаводську вечірню середню школу Полтавської області.
З жовтня 1991 року — на пенсії.
У 2001—2004 роках — голова ЗАТ «Чиста криниця», голова Координаційної ради ТОВ «Перемога» села Гиряві Ісківці Лохвицького району Полтавської області.

## Нагороди
- Герой Соціалістичної Праці (31.12.1965)
- два ордени Леніна (31.12.1965, 1975)
- орден Жовтневої революції (1974)
- два ордени Трудового Червоного Прапора (1958, 1973)
- орден Слави 3-го ст.
- орден Вітчизняної війни І ст. (11.03.1985)
- медалі